# Lento (Alta Córsega)
Lento é uma comuna francesa na região administrativa de Córsega, no departamento da Alta Córsega. Estende-se por uma área de 23,72 km². 